# 桑昂戈埃勒
桑昂戈埃勒（法語：Sains-en-Gohelle，意为“在戈埃勒地区的桑”）是法国上法兰西大区加来海峡省的一个市镇，属于朗斯区和比利莱米讷县。该市镇2009年时的人口为6,145人。

## 人口
桑昂戈埃勒人口变化图示
| 数据来源：INSEE |